# Chilonatalus
Chilonatalus är ett släkte i familjen trattöronfladdermöss (Natalidae) med två arter som förekommer i Västindien. Taxonet listades fram till 2003 som undersläkte till Natalus.
Arterna har huvudsakligen samma utseende som medlemmarna av släktet Natalus. Chilonatalus avviker genom små utväxter i huden på hakan och ovanför näsborrarna. Dessutom har hannar en svullnad med körtlar mellan ögonen. Individer av Chilonatalus micropus som undersöktes vid slutet av 1890-talet hade en absolut kroppslängd av 80 till 90 mm, inklusive en 45 till 49 mm lång svans (längden av alla svanskotor). De hade 31,5 till 34 mm långa underarmar, cirka 7 mm långa bakfötter och ungefär 11,5 till 14 mm långa öron.
Arter enligt Wilson & Reeder (2005) samt IUCN:
- Chilonatalus micropus förekommer på Kuba, Jamaica och Hispaniola. Den listas som nära hotad (NT).
- Chilonatalus tumidifrons är endemisk på Bahamas. Beståndet bedöms likaså som nära hotad.

Individerna vilar i grottor. De är aktiva på natten och jagar olika insekter.